# The Wilderness (Sanford Robinson Gifford)
The Wilderness, en su título original en inglés, es una obra de Sanford Robinson Gifford, un pintor paisajista estadounidense, de la Escuela del río Hudson. Sus paisajes ponen un gran énfasis en la luz, por lo que es considerado como un miembro del llamado luminismo americano, una rama surgida de aquella escuela de pintura.

## Introducción
S.R.Gifford hizo un largo viaje de exploración entre julio y agosto de 1859, con la intención de descubrir el bosque primario de Nueva Escocia. Aunque no sobrevive ningún dibujo de ese viaje, Gifford posiblemente vio e hizo algún boceto del Monte Katahdin, en el estado de Maine en la cordillera de las Montañas Blancas. Este pico simbolizaba para muchos pintores la lejanía y la inaccesibilidad del paisaje americano más hermoso y evocador. En estas pinturas, Gifford enfatiza la soledad de la escena, y utiliza las figuras de los indígenas norteamericanos en lugar de los hombres blancos. Son pequeños, en comparación con la inmensidad del panorama, lo cual puede ser un símbolo de su pasada desaparición del lugar.

## Análisis de la obra
- Pintura al óleo sobre lienzo; 76,2 x 138 cm.; año 1680; Museo de Arte de Toledo, Toledo (Ohio)

- Firma en la parte inferior izquierda: "S.R.Gifford 1860"

Este lienzo es una obra característica del luminismo, puesto que la representación del paisaje está centrada en los efectos efectos envolventes de la luz y de la atmósfera. De hecho, la luz lo llena todo de colores dorados y rosas suaves. Aunque muchos de los lugares representados por S.R. Gifford habían dejado de ser agrestes, porqué estaban siendo invadidos por la industrialización y la urbanización, esta obra evoca una visión idealizada de unos seres humanos que viven armoniosamente con la Naturaleza. De hecho, parece un homenaje a lo que había sido la primera identidad estadounidense: el espacio, y la belleza de una tierra virgen, que hablaba de un destino nacional utópico, de una renovación espiritual y un sinfín de posibilidades.
Esta obra de S. R. Gifford es una representación idealizada de un vasto paisaje, dominado por un pico escarpado (tal vez el monte Katahdin, en Maine). Este paisaje silvestre no está deshabitado: Gifford representa una familia amerindia a orillas de un lago, y una canoa en sus aguas. La mujer observa a su marido, que está regresando a través del lago hacia el tipi. Puesto que los indígenas amerindios ya no habitaban aquellos parajes, Gifford se basó en bocetos que había realizado de los indígenas Mi'kmaꞋki, -o Micmac- en la costa de Halifax, Nueva Escocia.

## Procedencia
- Comprado con fondos de Florence Scott Libbey,
- Legado en memoria de su padre, Maurice A. Scott.[5]